# Franc Gubenšek
Franc Gubenšek, slovenski biokemik in akademik, * 31. oktober 1937, Celje, Slovenija, † 17. avgust 2010.
Leta 1961 je diplomiral iz fizikalne kemije na takratni Tehniški fakulteti v Ljubljani pod mentorstvom Davorina Dolarja in leta 1965 doktoriral na takratni Fakulteti za naravoslovje in tehnologijo v Ljubljani pod mentorstvom Sava Lapanjeta. Nato je odšel na podoktorsko usposabljanje na Univerzo Arizone (Tucson, ZDA), kjer je med letoma 1967 in 1968 študiral biokemijo beljakovin.
Po vrnitvi v domovino je postal asistent za fizikalno kemijo na Oddelku za kemijo FNT. Med letoma 1971 in 1976 je deloval kot predavatelj biokemije na Višji šoli za zdravstvene tehnike v Ljubljani, kjer je bil leta 1974 izvoljen za docenta. Leta 1979 je napredoval v izrednega in leta 1986 še v rednega profesorja kemije na Univerzi v Ljubljani. Do svoje upokojitve leta 2004 je predaval na Fakulteti za kemijo in kemijsko tehnologijo v Ljubljani, od leta 1997 je bil tudi predstojnik Katedre za biokemijo. Poleg tega je deloval kot znanstveni svetnik in od leta 1992 član upravnega odbora Instituta »Jožef Stefan«.
Umrl je poleti 2010 po več letih boja s progresivno Alzheimerjevo boleznijo.

## Znanstveno delo
Večina njegovih raziskav je bila vezanih na Institut »Jožef Stefan«. Ukvarjal se je predvsem z beljakovinskimi toksini iz kačjega strupa, v sklopu česar je s sodelavci izoliral fosfolipaze z različnimi fiziološkimi učinki. Z določitvijo prvih aminokislinskih zaporedij toksinov iz modrasovega strupa so opravili pionirsko delo na področju določanja primarne zgradbe proteinov v Sloveniji. Z metodami za preučevanje membranskih beljakovin in karakterizacije membranskih receptorjev so razvili hipotezo mehanizma delovanja teh toksinov. Z analizo genov za kačje toksine je preučeval tudi molekularno evolucijo teh snovi.
Poleg raziskovalnega dela je bil organizator več znanstvenih srečanj in član uredniškega odbora pri revijah Toxicon in Acta Chimica Slovenica. Kot prvi Slovenec je postal član Evropske organizacije za molekularno biologijo (EMBO), bil pa je tudi predsednik Mednarodnega toksinološkega društva (EIST).

## Priznanja
Za svoj prispevek znanosti je prejel več priznanj, med njimi v letih 1961, 1982 in 1991 nagrado Sklada Borisa Kidriča, leta 1997 državno nagrado RS za raziskave na področju molekularne biologije in Zoisovo nagrado za vrhunske znanstvene dosežke ter leta 2005 zlato plaketo Univerze v Ljubljani.
Leta 2003 je bil izvoljen za izrednega člana Slovenske akademije znanosti in umetnosti, leta 2009 pa za rednega člana SAZU (akademika). Od leta 2008 je bil tudi častni član Slovenskega biokemijskega društva, pri ustanavljanju in delovanju katerega je aktivno sodeloval.